# فرانکلین جی. شافنر
فرانکلین جِی. شافنر (به انگلیسی: Franklin J. Schaffner) کارگردان اهل آمریکایی بود.

## اوایل زندگی
شافنر در سال ۱۹۲۰ در توکیو ژاپن به دنیا آمد، مادرش یک مبلغ مذهبی با نام سارا و پدرش پل فرانکلین شافنر بود.
بیشتر به واسطه کارگردانی فیلم‌های سیاره میمون‌ها، پاتون، نیکلاس و الکساندرا، پاپیون، پسران برزیل و سردار جنگ و برنامه تلویزیونی فرد به فرد شناخته می‌شود.
جری گلدسمیت برای هفت فیلم وی آهنگ ساخت که از جمله آن‌ها فیلم‌های سیاره میمون‌ها، پاتون، پاپیون، جزیره‌ها در جریانند و پسران برزیل می‌باشند که چهارتا از این فیلم‌ها برای جری گلدسمیت نامزدی جایزه اسکار بهترین موسیقی فیلم را به ارمغان آورد.
وی از سال ۱۹۸۷ تا پیش از مرگش در سال ۱۹۸۹ رئیس انجمن کارگردانان آمریکا بود.

## زندگی شخصی
شافنر در سال ۱۹۴۸ با هلن جین گیلکرایست ازدواج کرد. این زوج صاحب دو فرزند با نام‌های جنی و کیت بودند.
شافنر در سال ۱۹۸۹ در سن ۶۹ سالگی درگذشت. وی ۱۰ روز پیش از مرگش از بیمارستانی که در آن برای درمان بیماری سرطان ریه اش بستری شده بود مرخص گردیده بود.

## بخشی از فیلم‌شناسی
| سال  | فیلم               | برنده جایزه اسکار | نامزدی جایزه اسکار | یادداشت                                                               |
| ---- | ------------------ | ----------------- | ------------------ | --------------------------------------------------------------------- |
| ۱۹۶۵ | سردار جنگ          |                   |                    |                                                                       |
| ۱۹۶۸ | سیاره میمون‌ها      | ۱                 | ۲                  | فیلم برنده یک جایزه اسکار افتخاری شد                                  |
| ۱۹۷۰ | پاتون              | ۷                 | ۱۰                 | برنده جایزه اسکار بهترین کارگردانی و جایزه انجمن کارگردانان آمریکا شد |
| ۱۹۷۱ | نیکلاس و الکساندرا | ۲                 | ۶                  |                                                                       |
| ۱۹۷۳ | پاپیون             |                   | ۱                  |                                                                       |
| ۱۹۷۸ | پسران برزیل        |                   | ۳                  |                                                                       |
| ۱۹۸۰ | ابوالهول           |                   |                    |                                                                       |